# لیلا و ایو
«لیلا و ایو» (انگلیسی: Lila & Eve) یک فیلم درام آمریکایی به کارگردانی چارلز استون و بازی جنیفر لوپز می‌باشد که در سال ۲۰۱۵ منتشر شد.